# Steagul orașului San Francisco, California

Steagul oraşului San Francisco.

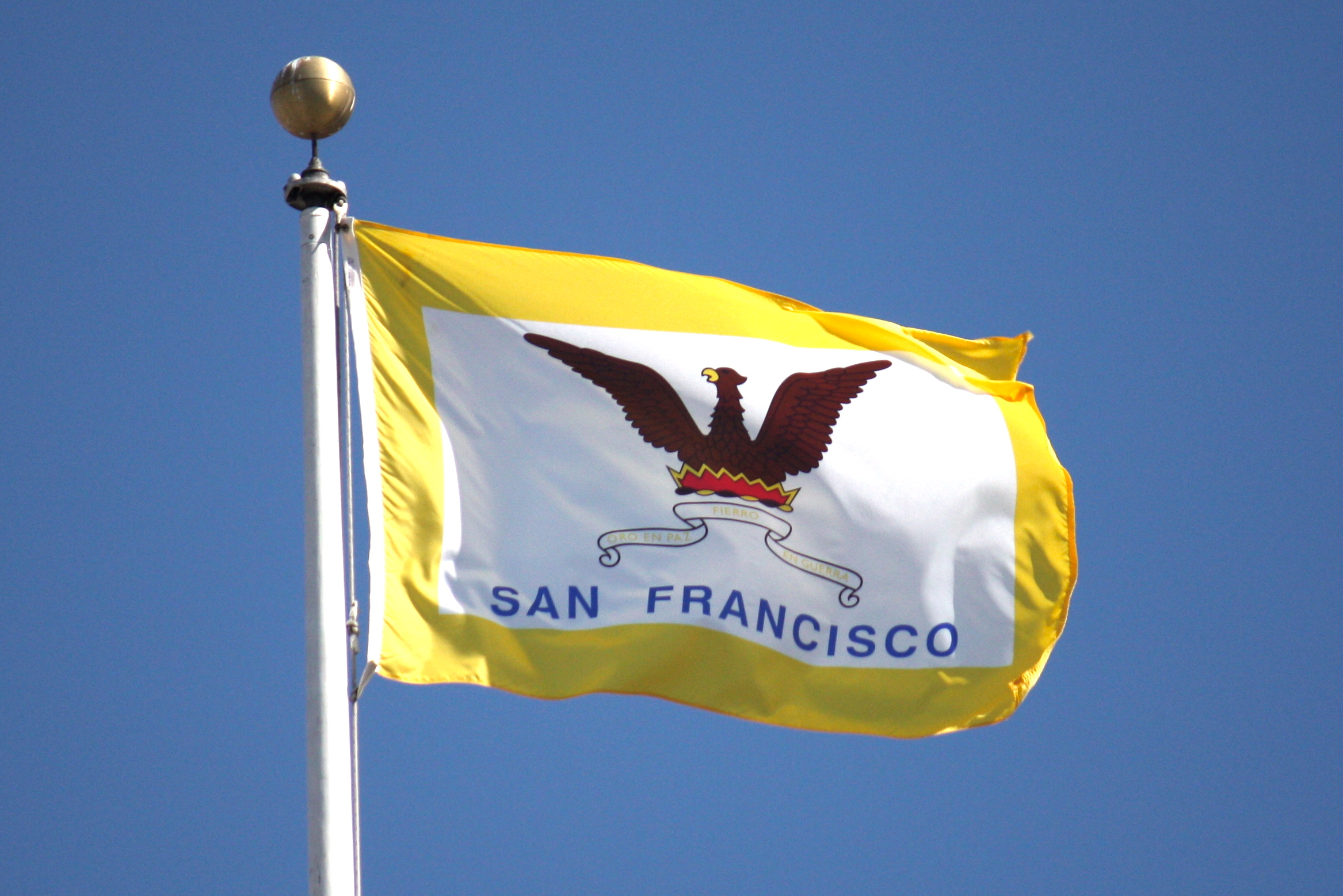
Steagul oraşului fluturând in faţa San Francisco City Hall.

Steagul orașului San Francisco, California prezintă o pasăre Phoenix, pe un fond alb, care este bordat de un chenar auriu. Pasărea mitologică, folosit adesea ca simbol al renașterii, caracterizează istoria des zbuciumată a orașului care pare a fi renăscut de multe ori de la fondarea sa.
Deși se presupune adesea că această renaștere s-ar fi petrecut după devastatorul cutremur din anul 1906 urmat de un incendiu, în realitate orașul San Francisco a suferit mai multe incendii devastatoare, incluzând șase incendii între 1849 și 1852, dintre care ultimul a distrus aproape întregul oraș, alături de două cutremure puternice. De fiecare dată, orașul a fost reconstruit, renăscând din propria sa cenușă, devenind din ce în ce mai frumos și mai mare.
La picioarele păsării se află o bandă pe care scrie în limba spaniolă "Oro en Paz-Fierro en Guerra", care se traduce prin "Aur în timp de pace, fier în timp de război". Culorile oficiale ale orașului fiind auriu și negru, ele decorează atât steagul, stema cât și domul primăriei orașului (în original, City Hall). Bordura galbenă, actualmente parte a steagului, a fost adăugată din greșeală acestuia, intenția inițială fiind doar de a funcționa ca o încadrare exterioară.